# NGC 6137
NGC 6137 est une vaste galaxie elliptique relativement éloignée et située dans la constellation de la Couronne boréale. Sa vitesse par rapport au fond diffus cosmologique est de 9 337 ± 14 km/s, ce qui correspond à une distance de Hubble de 137,7 ± 9,6 Mpc (∼449 millions d'al). NGC 6137 a été découverte par l'astronome germano-britannique William Herschel en 1787.
À ce jour, une mesure non basée sur le décalage vers le rouge (redshift) donne une distance d'environ 110,000 Mpc (∼359 millions d'al). Cette valeur est à l'extérieur des valeurs de la distance de Hubble, mais compatible avec celles-ci. Notons cependant que c'est avec la valeur moyenne des mesures indépendantes, lorsqu'elles existent, que la base de données NASA/IPAC calcule le diamètre d'une galaxie et qu'en conséquence le diamètre de NGC 6137 pourrait être d'environ 76,3 kpc (∼249 000 al) si on utilisait la distance de Hubble pour le calculer.

## Trou noir supermassif
Selon les auteurs d'un article publié en 2002, la masse du trou noir central de NGC 6137 est de 6,46 x 108{\displaystyle M_{\odot }} (108,81{\displaystyle M_{\odot }}).  

## Groupe de NGC 6166
NGC 6137 fait partie du groupe de NGC 6166, le membre la plus lumineux de ce groupe de galaxies. Ce groupe renferme quatre galaxies. Les autres galaxies du groupe sont NGC 6120, NGC 6166 et UGC 10407 désigné comme 1626+4120, une malheureuse et non conventionnelle abréviation employée par Abraham Mahtessian pour CGCG 1626.8+4120.
Puisque NGC 6166 fait partie de l'amas galactique Abell 2199, toutes les galaxies de ce groupe en font aussi partie.
La distance de Hubble de la galaxie PGC 57964, parfois désignée comme NGC 6137B, est de 141,8 ± 9,9 Mpc (∼462 millions d'al). Elle est donc située à proximité du groupe de NGC 6166, à une distance à un peu plus de 25 millions années-lumière plus loin que la distance moyenne des galaxies du groupe.